# Comité d'études du Haut-Congo
Le Comité d'études du Haut-Congo, en abrégé CEHC, est une organisation instituée à l'initiative de Léopold II, le 25 novembre 1878. Son statut est celui d'une organisation commerciale au capital de 1 000 000 francs. Ce capital est rapidement libéré à concurrence de 500 000 francs par les premiers souscripteurs. Léopold II vient en tête de ceux-ci, par l'intermédiaire de Léon Lambert, avec 265 000 francs. Des Néerlandais suivent avec 130 000 francs. Deux souscripteurs britanniques et un Écossais apportent 30 000 francs chacun. Le colonel Maximilien Strauch devient président du Comité, alors qu'il était déjà secrétaire général de l'Association internationale africaine. Quant au roi Léopold il est nommé président honoraire.

## Histoire
En janvier 1878, Henry Morton Stanley débarque à Marseille et n'est pas peu étonné d'être accueilli par deux délégués du roi Léopold II, le comte Jules Greindl et le général Henry Shelton Sanford. Ce n'est que quelques mois plus tard pourtant qu'il rencontre à nouveau les délégués du roi Léopold II à Paris en août 1878. Entre-temps, il a tenté en vain de convaincre les Anglais et l'opinion publique anglaise. Il s'est fait traiter, écrit-il, de « journaliste à la pige ». Le 10 décembre 1878, l'explorateur anglais signe un contrat avec le Comité d'études du Haut-Congo, désespéré par le peu de foi des Anglais dans ses projets en Afrique. Ce contrat vise à confier à Stanley des tâches telles que créer trois postes entre le Haut-Congo et le Stanley Pool et étudier les possibilités commerciales offertes par le Haut-Congo. 
Le but plus général de ce Comité était de réunir des personnalités marquantes du monde politique et financier en vue d'examiner l'opportunité d'une étude sur place de bassin du Congo et de ses ressources .
Pour ceux-ci, les buts poursuivis sont les suivants :
1. Connaître la navigabilité du fleuve Congo ;
2. Connaître la disposition des habitants du pays à l'égard du commerce européen ;
3. Savoir quels sont les droits d'entrée sur les territoires des tribus ;
4. Connaître la nature et la valeur des produits échangeables ;
5. Étudier la possibilité de crée un chemin de fer dans la région des chutes et l'importance des produits à transporter.

Parmi les membres de ce nouveau comité on trouve notamment des personnalités telles que Léon Lambert, Jules Greindl, Auguste Beernaert, Jules d'Anethan, François Dolez. 
Le préparatifs de Stanley pour une nouvelle expédition commencent dès que son contrat est signé avec le Comité d'études, et un cargo quitte Anvers en juin 1879 pour arriver en juillet à l'embouchure du fleuve Congo. Stanley part de son côté le 10 janvier vers Zanzibar pour y recruter des porteurs. Victime de la faillite d'une firme de transport hollandaise, Stanley doit revenir vers l'Europe et il croise heureusement en chemin, à Gibraltar, Maximilien Strauch, président du Comité d'Études. Ce dernier vient vers lui avec de nouvelles consignes qui dépassent les premières par leur ambition, obtenir des concessions territoriales sur les territoires explorés.   
Stanley n'avait derrière lui que ce Comité, un organisme sans valeur politique et sans pouvoirs juridiques, pour établir des stations et revendiquer un droit d'occupation. Au nord il se trouvait face à la France, qui avait délégué Savorgnan de Brazza pour occuper des postes et, à l'embouchure du Congo, le Portugal revendiquait ses « droits historiques » sur les deux rives du fleuve Congo. Le Comité d'Études s'empressa donc de régulariser la situation en faisant établir les traités au nom de l'Association internationale du Congo lorsqu'il fallait signer des accords avec les chefs locaux par l'entremise de Stanley. Cette faillite qui avait contrarié les plans de Stanley ainsi que l'épuisement des ressources du Comité d'Études décide le roi Léopold II à proposer lui-même de nouveaux fonds à condition de dissoudre le Comité d'Études du Haut-Congo. Le roi parvient à faire accepter ce plan grâce à la promesse de distribution de bénéfices. Le Comite d'Études disparaît donc prématurément en 1879. Bientôt, dès 1885, l'État indépendant du Congo prendra la place des différentes associations qui ont précédé son installation.